# Бугила городня
Бугила городня або Кервель (Anthriscus cerefolium) — однорічна трав'яниста рослина роду бугила родини окружкових. За зовнішнім виглядом нагадує петрушку з більш тонкими і ніжними листками, які мають приємний анісовий запах.

## Поширення
Батьківщиною кервеля вважається Західна Азія та Кавказ. Культивується у Криму, Молдові та Закавказзі. Розмножується кервель насінням. Невибагливий до ґрунту, найкраще росте у тінистих місцинах.

## Використання
Був відомий ще у III столітті до н. е. давнім грекам та римлянам, які використовували кервель як супову приправу та додавали його у соуси. І понині кервель вважається цінною пряносмаковою рослиною за тонкий анісовий запах і великий вміст вітамінів.

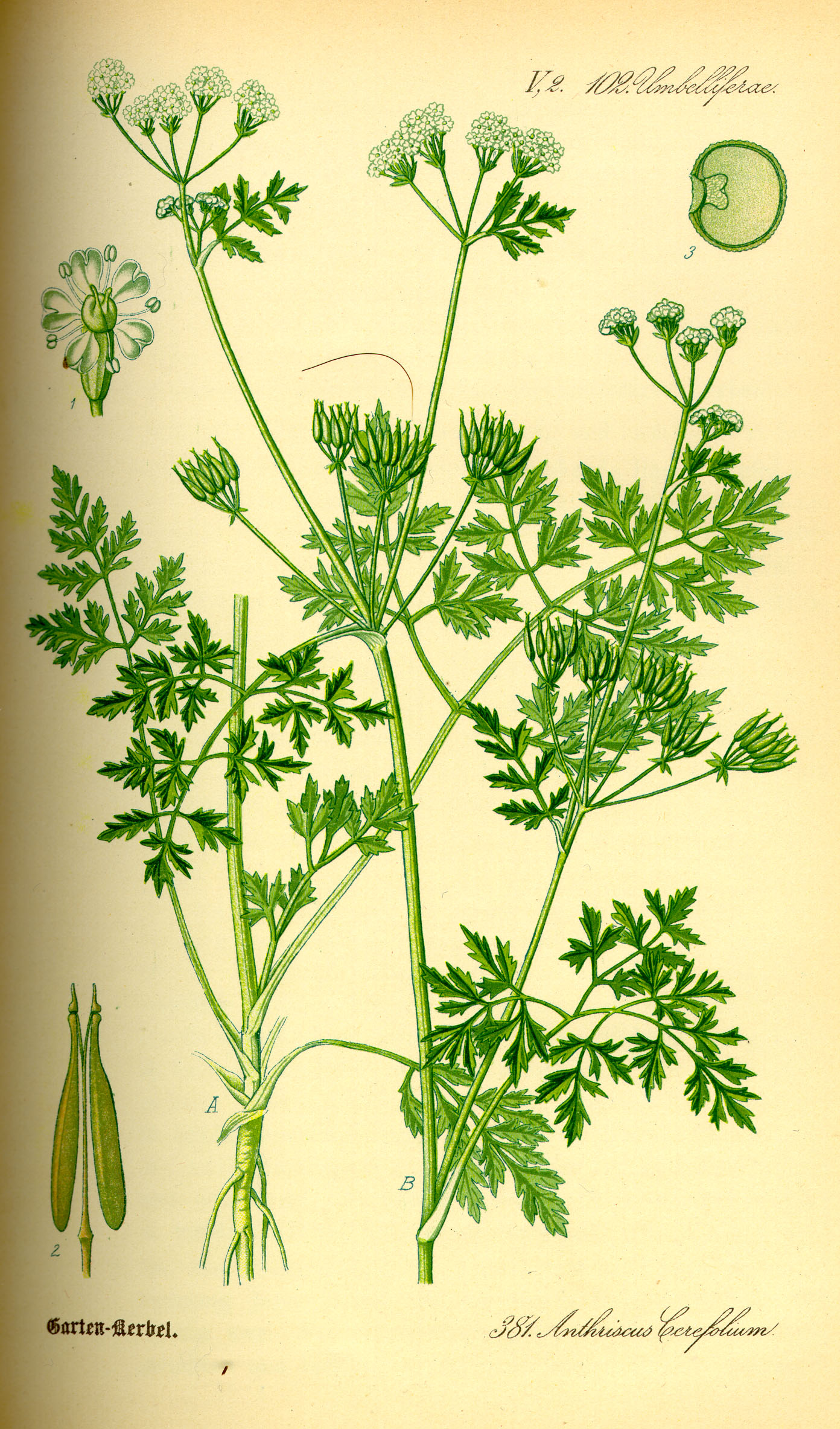
Кервель звичайний у книзі О. В. Томе «Flora von Deutschland, Österreich und der Schweiz», 1885

Як приправу використовують молоді ніжні листя, зібрані до цвітіння. Щоб збільшити вихід листя збирачі постійно зривають квіткові бруньки. Свіже листя додають до салатів, супів, м'ясних страв, страв з яєць, сиру, баранини та смаженої риби, часто використовують для ароматизації оцту.
Широкого використання набув кервель і в народній медицині, зокрема при лікуванні розладів шлунку, хвороб нирок, запамороченні, захворюваннях дихальних шляхів, сечового міхура, туберкульозі, а також при висипах на шкірі.

## Хімічний склад
Молоді листки кервеля, зібрані до цвітіння, містять ефірні олії, глікозиди, каротин, вітамін C, мінеральні солі магнію та калію.
| білки 23.2 гр [6е місце] вода 7.2 гр [116] жири 3.9 гр [26] вуглеводи 49.1 гр [17] енергія (кКал) 237 кКал [32] A (ретинол) 1755 мкг [8] B1 (тиамін) 0.38 мг [20] B2 (рибофлавін) 0.68 мг [4] B3 (ніацин) 5.4 мг [8] B6 (піридоксин) 0.93 мг [5] B9 (фолиева к-та) 274 мкг [5] C (аскорбинова к-та) 50 мг [19] жирні кислоти (мононенасищені) 1,399 г [22] жирні кислоті (полінасищені) 1,8 г [20] насищені жирні кислоти 0,169 г [36] | залізо (Fe) 31.95 мг [3] калій (K) 4740 мг [1] кальцій (Ca) 1346 мг [2] магній (Mg) 130 мг [20] марганець (Mn) 2.1 мг [17] мідь (Cu) 0.44 мг [27] натрій (Na) 83 мг [4] селен (Se) 29.3 мкг [5] фосфор (P) 450 мг [13] цинк (Zn) 8.8 мг [1] http://cefaq.ru/table/?2008 [Архівовано 24 травня 2013 у Wayback Machine.] |